# بحيرة إيدينغ
بحيرة إيدينغ (بالصينية: 爱登湖) وهي بحيرة صينية تقع على عمق 154 متر تحت مستوى سطح البحر، والآن هي بحيرة ضحلة مالحة. وتعتبر أخفض نقطة في الصين.

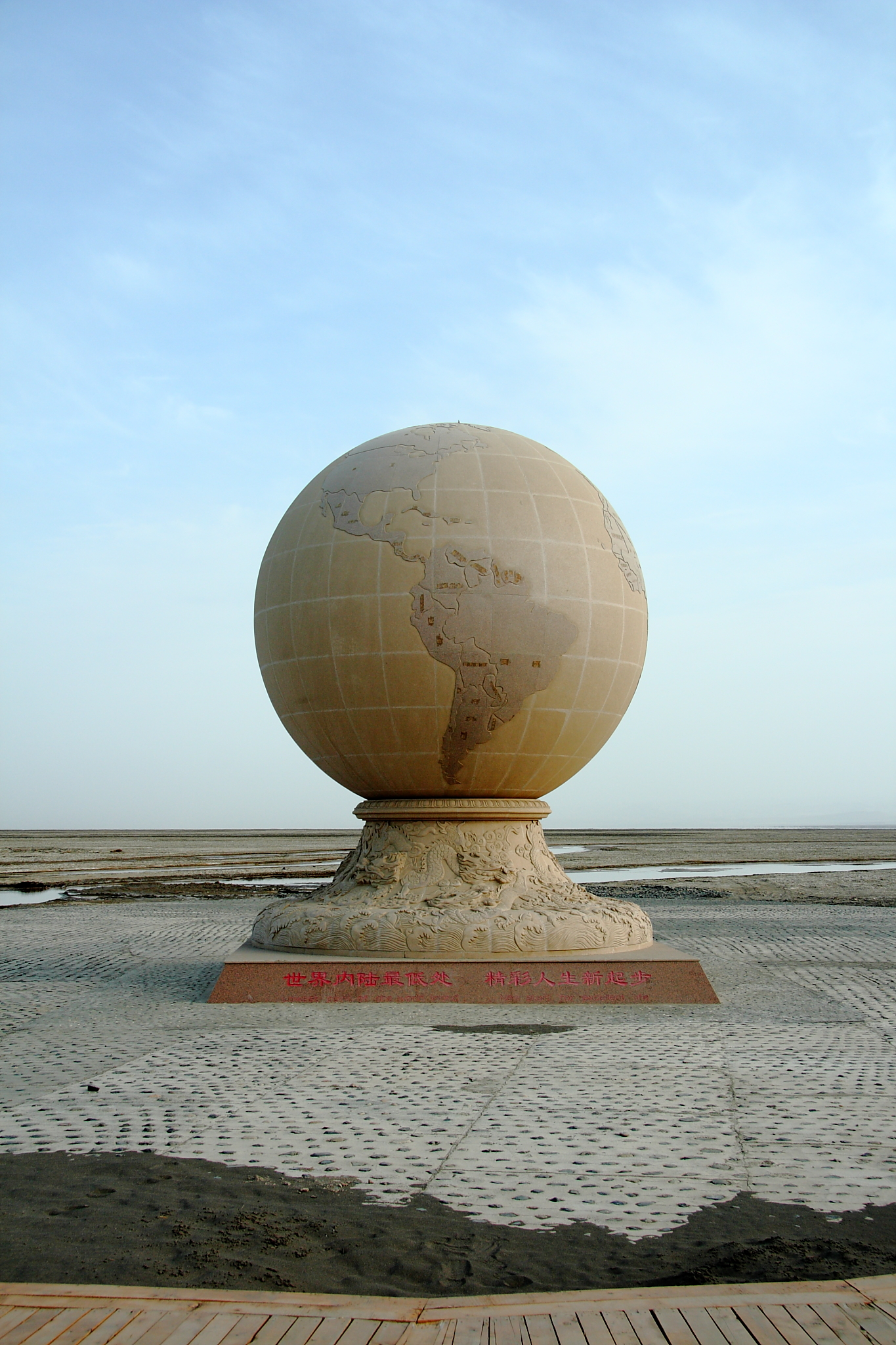
نصب تذكاري يمثل أدنى نقطة انخفاض في الصين

## تاريخ
في العصور القديمة ، كانت بحيرة إيدينغ تُعرف باسم (بالصينية: 觉 洛 浣)، الاسم المشتق من الأويغور الذي يعني "بحيرة القمر"، بسبب وجود طبقة من الملح الأبيض على طول حافتها، مما يعطي مظهر القمر الساطع.

## جغرافيا
تقع البحيرة في المناطق النائية الجنوبية من منخفض توربان على بعد حوالي 35 كيلومترًا من مدينة توربان. تمتد البحيرة من الشرق إلى الغرب 40 كيلومترا. المسافة بين الشمال والجنوب 8 كيلومترات وتبلغ المساحة الإجمالية للبحيرة 200 كيلومتر مربع. تشكلت البحيرة من تكوين سلسلة جبال الهيمالايا قبل 249 مليون سنة، وكانت ذات يوم تحتوي على ما يقرب من 5 ملايين كيلومتر مربع من البحر الداخلي، والتي ارتفعت في وقت من الأوقات واتسعت بشكل كبير. خلال شتاء عام 1948 كان حوض البحيرة مليئًا بالمياه العذبة، والتي نشأت أساسًا من المياه الجليدية الذائبة من الجبال، فضلاً عن المياه الجوفية التكميلية بسبب قلة استخدام المياه لري الأراضي المزروعة خلال فصل الشتاء كان مستوى المياه أعلى. خلال فصل الصيف انخفض منسوب المياه نتيجة زيادة استخدام مياه الري للزراعة فضلاً عن التبخر الطبيعي الكبير. بسبب توسع الزراعة في المنطقة، ازداد عدد السكان الذين يستخدمون المياه من البحيرة لاحقًا، وبحلول عام 1958 كانت البحيرة تصل إلى 22 كيلومترًا مربعًا فقط بعمق يصل إلى حوالي 0.8 متر. اعتبارًا من عام 2000 باستثناء المنطقة الجنوبية الغربية بقي القليل من مياه البحيرة، وأصبحت منطقة البحيرة بأكملها منطقة ملحية مع وجود مستنقعات طينية في وسط البحيرة، ولم تعد تحتوي على أي طيور محلية. خلال أوقات أشعة الشمس الشديدة يمكن رؤية السراب في كثير من الأحيان.
في الوقت الحاضر يوجد في بحيرة إيدنغ مطحنة ملح، والتي تستخدم بلورات ملح الشب في المنطقة والمواد الخام من الملح الصخري لتصنيع المنتجات الكيماوية. كما تعمل الجولات ذات المناظر الخلابة بالقرب من البحيرة.